# Arsenio Hall
Arsenio Hall, noto anche con lo pseudonimo di Chunky A (Cleveland, 12 febbraio 1956), è un cabarettista, attore, personaggio televisivo, comico, conduttore televisivo, produttore televisivo e autore televisivo statunitense, principalmente conosciuto in patria per The Arsenio Hall Show.
Lo show, creato, prodotto e condotto dallo stesso Hall, è andato in onda tra il 1989 ed il 1994 ed è successivamente stato ripreso nel 2013-2014. Hall ha partecipato anche in parti secondarie ai film Harlem Nights e Il principe cerca moglie. Tra il 1988 e il 1991, ha presentato gli MTV Video Music Awards.

## Carriera

### Arsenio Hall Show

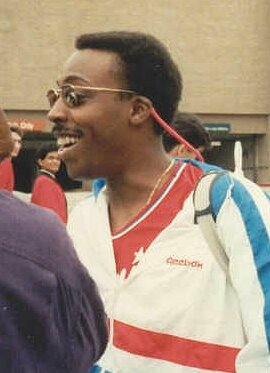
Arsenio agli Emmy Awards del 1989

Dal 2 gennaio 1989 fino al 27 maggio 1994, Hall ebbe un contratto con la Paramount per condurre un talk-show in tarda serata trasmesso a livello nazionale. Lo show si rivelò un grosso successo di pubblico, specialmente tra le fasce più giovani di telespettatori e divenne famoso il modo alternativo agli applausi utilizzato dal pubblico in sala e dallo stesso Arsenio per esprimere il proprio gradimento: ripetere in coro Woof, Woof, Woof! roteando i pugni in aria. Il gesto diventò un tormentone così diffuso da apparire in film come Pretty Woman (1990) e Insieme per forza (1991).
M.C. Hammer, amico di Hall e all'epoca all'apice del successo, fu uno degli ospiti più frequenti. In aggiunta, Hall intervistò "Jason Voorhees", il personaggio principale della celebre saga horror Venerdì 13 in occasione dell'uscita nei cinema dell'ottavo capitolo della serie Venerdì 13 parte VIII - Incubo a Manhattan. Il creatore dei Muppets Jim Henson apparve allo show dodici giorni prima di morire nel maggio 1990. Inoltre, Hall spesso aveva ospiti nel suo talk show dei wrestler della World Wrestling Federation, come Hulk Hogan (che negò in trasmissione di aver mai fatto uso di steroidi), Ravishing Rick Rude con Bobby Heenan, Randy Savage, Bad News Brown, Big Boss Man, Akeem con Slick e The Ultimate Warrior.
Hall ebbe anche una rivalità con Jay Leno quando questi divenne il conduttore del Tonight Show dopo il ritiro di Johnny Carson, durante la quale Arsenio dichiarò che "avrebbe spaccato il culo" a Leno riguardo agli ascolti. Hall utilizzò la sua notorietà in questo periodo per aiutare a combattere i pregiudizi nei confronti delle persone sieropositive all'AIDS dopo che Magic Johnson aveva rivelato di essersi ammalato. Hall e Johnson girarono un documentario divulgativo sulla malattia, Time Out: The Truth About HIV, AIDS, and You, che andò in onda nei primi anni novanta.

### Altri lavori
Terminato il periodo come conduttore dell'Arsenio Hall Show, Hall ebbe altri ruoli di primo piano in programmi televisivi quali la sitcom di breve durata Arsenio (1997) e Più forte ragazzi con Sammo Hung (1998-2000), oltre a presentare il revival del talent show Star Search (2003-2004). Nel 2013 Hall decise di riproporre il suo talk-show storico, The Arsenio Hall Show, in onda a partire dal 9 settembre su alcune emittenti via CBS Television Distribution. Il programma fu cancellato dopo una sola stagione a causa dei bassi indici d'ascolto. L'ultima puntata andò in onda il 30 marzo 2014.

### Controversie
Nel 1997, dopo essere stato lontano dalle luci della ribalta per tre anni, Hall diede un'intervista per smentire le voci che lo davano in clinica a disintossicarsi: "Sono andato su Internet e ho letto che ero ricoverato presso una clinica Betty Ford a disintossicarmi... Allora postai sotto falso nome un messaggio dove dicevo: "Conosco Arsenio meglio di chiunque altro e lui non si sta disintossicando, brutti idioti!".
Il 5 maggio 2016 Hall intentò una causa da 5 milioni di dollari per diffamazione nei confronti di Sinéad O'Connor, dopo che questa aveva dichiarato che Arsenio era responsabile di aver incoraggiato il consumo di droghe di Prince e di averle drogato il drink durante una festa a casa di Eddie Murphy. Hall ritirò la causa quando la O'Connor si scusò e a sua volta ritirò l'accusa a lui fatta di aver fornito droga a Prince.

## Filmografia parziale

### Cinema
- Donne amazzoni sulla Luna (Amazon Women on the Moon), episodio Mondo Condo, regia di John Landis (1987)
- Il principe cerca moglie (Coming to America), regia di John Landis (1988)
- Harlem Nights, regia di Eddie Murphy (1989)
- Ghost - Fantasma (Ghost), regia di Jerry Zucker (1990)
- Un eroe fatto in casa (Blankman), regia di Mike Binder (1994)
- The Naked Brothers Band: The Movie, regia di Polly Draper (2005)
- The Proud Family Movie (2005)
- Igor (2008) - Carl Cristall (voce)
- Black Dynamite, regia di Scott Sanders (2009)
- Sandy Wexler, regia di Steven Brill (2017)
- Il principe cerca figlio (Coming 2 America), regia di Craig Brewer (2021)

### Televisione
- Soul Train - serie TV, 2 episodi (1981-1989)
- Madame's Place - serie TV, 55 episodi (1982-1983)
- Elvira's Movie Macabre - serie TV, 1 episodio (1982)
- The 1/2 Hour Comedy Hour (1983)
- Match Game-Hollywood Squares Hour- game show (1983-1984)
- Thicke of the Night (1983-1984)
- Love, American Style (1985)
- The Motown Revue Starring Smokey Robinson (1985)
- Uptown Comedy Express (1987)
- Solid Gold (1986–1987)
- The Real Ghostbusters (1986–1987) - Winston Zeddemore (voce)
- The Late Show (1986)
- Comic Relief III (1989)
- Day by Day - serie TV (1989)
- The Arsenio Hall Show (1989-1994)
- Cin cin (Cheers) - serie TV, episodio 9x04 (1990)
- Time Out: The Truth About HIV, AIDS, and You (1992)
- Arsenio - serie TV (1997)
- Più forte ragazzi (Martial Law) (1998-2000)
- Star Search (2003-2005)
- Brothers (2009)
- The Arsenio Hall Show (2013-2014)

### Video musicali
- Straight Up di Paula Abdul (1989)

## Doppiatori italiani
Nelle versioni in italiano delle opere in cui ha recitato, Arsenio Hall è stato doppiato da:
- Teo Bellia ne Il principe cerca moglie, Ghost - Fantasma
- Dario Penne in Harlem Nights
- Massimo Lodolo in Più forte ragazzi
- Andrea Lavagnino in  Sandy Wexler
- Oreste Baldini ne Il principe cerca figlio

Da doppiatore è sostituito da:
- Gianni Bertoncin in The Real Ghostbusters
- Alessio Cigliano in The Real Ghostbusters (ridoppiaggio)